# Supercoppa turca 2021 (pallavolo maschile)
La Supercoppa turca 2021, 12ª edizione della supercoppa nazionale di pallavolo maschile, si è svolta il 7 ottobre 2021: al torneo hanno partecipato due squadre di club turche e la vittoria finale è andata per la seconda volta allo Ziraat Bankası.

## Regolamento
La formula ha previsto una gara unica.

## Squadre partecipanti
| Squadra        | Qualificazione                      |
| -------------- | ----------------------------------- |
| Spor Toto      | Vincitrice Coppa di Turchia 2020-21 |
| Ziraat Bankası | Vincitrice Efeler Ligi 2020-21      |

## Torneo
| 7 ottobre 2021 Başkent Voleybol Salonu, Ankara Durata: 2h:38 - Spettatori: 500 | Ziraat Bankası | 3 - 2 | Spor Toto | 24-26, 25-22, 25-21, 22-25, 15-12 |